# August Carremans
August Carremans (* 1881 in Hoboken (Antwerpen); † 29. Juli 1954 in Antwerpen) war ein belgischer Radrennfahrer.

## Sportliche Laufbahn
Carremans (auch Auguste) war im Bahnradsport aktiv. Bei den Bahnradsport-Weltmeisterschaften 1905 in Antwerpen gewann er beim Sieg von Leon Meredith die Bronzemedaille im Steherrennen der Amateure.
1906 wurde er bei der nationalen Meisterschaft im Steherrennen der Berufsfahrer Zweiter. Im Sprint wurde er ebenfalls Vize-Meister hinter Charles Van Den Born.